# Kenneth Waltz
Kenneth Neal Waltz, född 8 juni 1924 i Ann Arbor, Michigan, död 12 maj 2013 i New York, var en amerikansk statsvetare. Han var en av sin samtids mest inflytelserika forskare inom internationella relationer.
Efter sin utbildning, som i flera vändor avbröts av militärtjänstgöring, disputerade Waltz i statsvetenskap 1954. Därefter undervisade han vid Columbia University, Swarthmore College, Brandeis University och Universitetet i Berkeley. Han avslutade sin karriär genom att återvända till Columbia.  Waltz var också kopplad till många andra forskningsinstitut och var en tid ordförande för det Amerikanska statsvetenskapliga förbundet.
Waltz första stora bidrag till forskningsfältet internationella relationer kom genom boken Man, the State, and War. Han ses som skapare av paradigmet neorealism (eller strukturell realism, som han kallade det). Denna teori går ut på att interaktionen mellan suveräna stater kan förklaras av den press och de begränsningar som åläggs dem av det internationella systemets anarkiska struktur. Skillnaden mellan "klassisk" realism och neorealism är att den tidigare lägger tyngdpunkten på människans (och särskilt de politiska ledarnas) inneboende vilja att härska och dominera som förklaring till krig, medan neorealismen alltså framhåller strukturella förklaringar instället för att hänvisa till människans natur.
Waltz har gjort klart att hans teori inte ska betraktas som en teori om kortsiktig utrikespolitik, då den knappast kan förutse specifika händelser, såsom Sovjetunionens kollaps, och han har hävdat att förmåga att förklara, snarare än att förutse, är ett rimligt kriterium för en lyckad teori inom samhällsvetenskaperna (eftersom man inte kan göra kontrollerade experiment).